# Eslöv
Eslöv – miasto na południu Szwecji, w regionie Skania. Siedziba Gminy Eslöv. Około 16 551 mieszkańców.
Częścią miasta jest osiedle Gårdsåkra, stanowiące swoisty eksperyment urbanistyczny.

## Miasta partnerskie
- Garðabær, Islandia
- Thorshavn, Wyspy Owcze
- Viljandi, Estonia

## Kolej
W mieście znajduje się stacja kolejowa Eslöv.